# San Diego de Tenzaens
San Diego de Tenzaens är en ort i Mexiko.   Den ligger i kommunen Santiago Papasquiaro och delstaten Durango, i den centrala delen av landet, 900 km nordväst om huvudstaden Mexico City. San Diego de Tenzaens ligger 1 536 meter över havet och antalet invånare är 182.
Terrängen runt San Diego de Tenzaens är bergig norrut, men söderut är den kuperad. Terrängen runt San Diego de Tenzaens sluttar västerut. Runt San Diego de Tenzaens är det mycket glesbefolkat, med 6 invånare per kvadratkilometer. Närmaste större samhälle är Nuevo San Diego, 16,0 km öster om San Diego de Tenzaens. I omgivningarna runt San Diego de Tenzaens växer i huvudsak blandskog.